# Regionalbahn

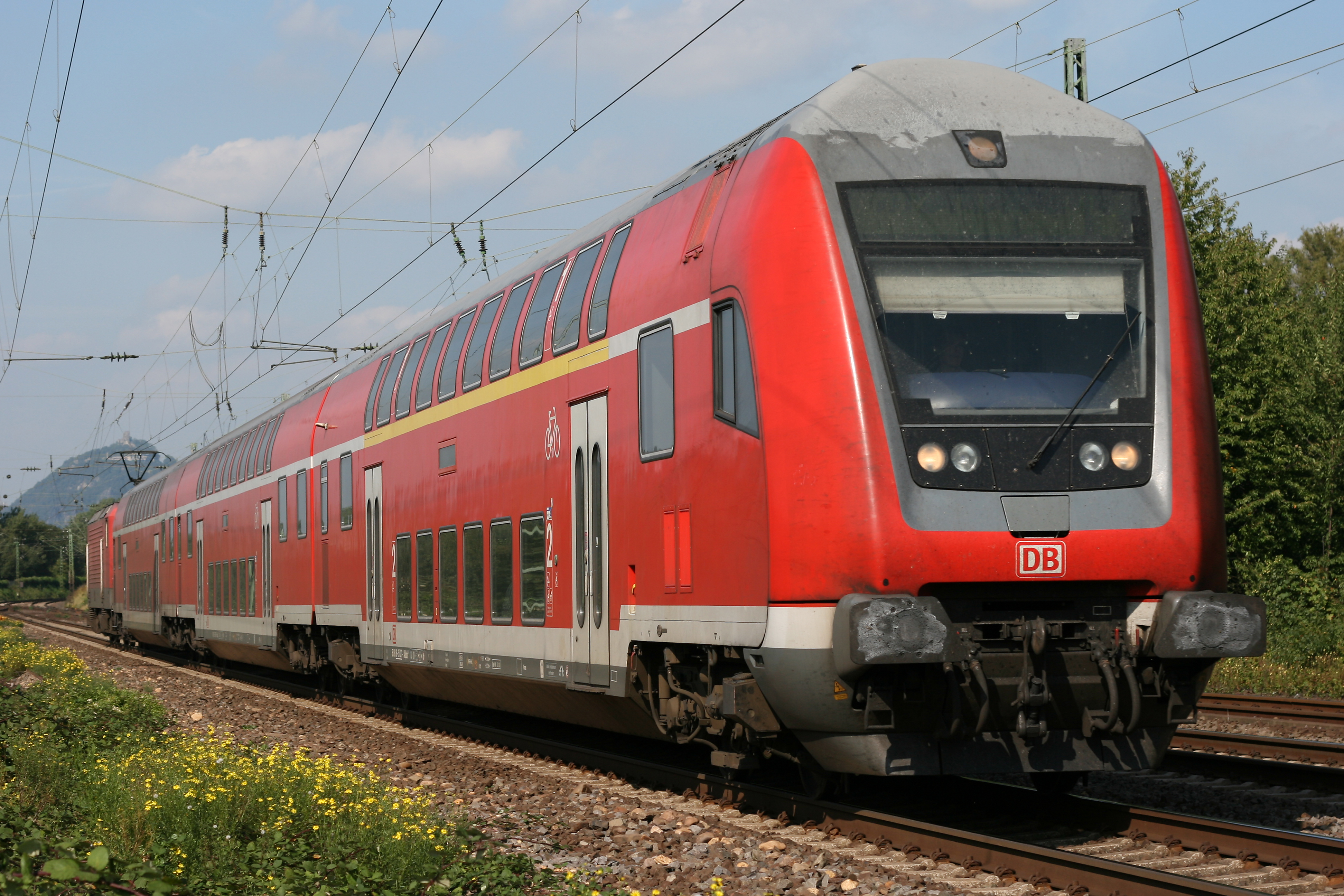
Rhein-Erft-Bahn vor dem Unkeler Bahnhof auf der rechten Rheinstrecke

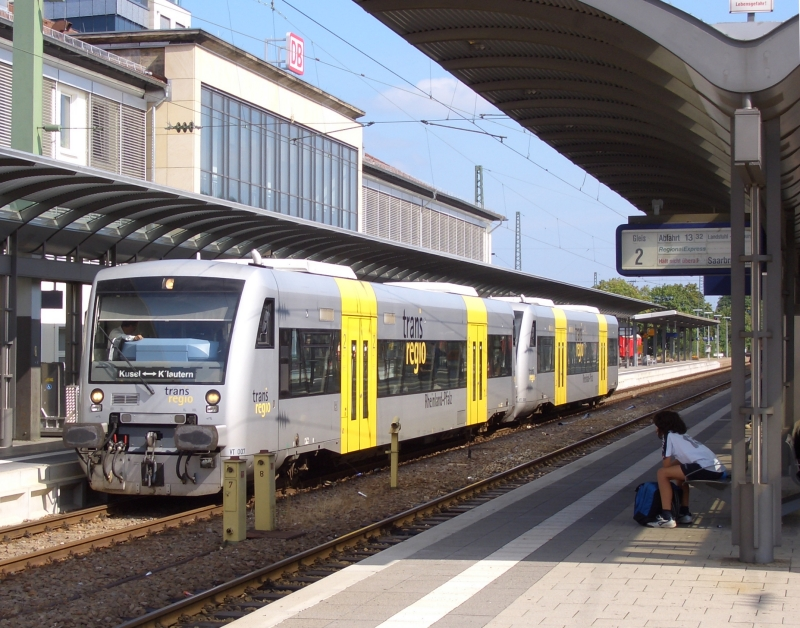
Regionalbahn der trans regio in Kaiserslautern Hauptbahnhof

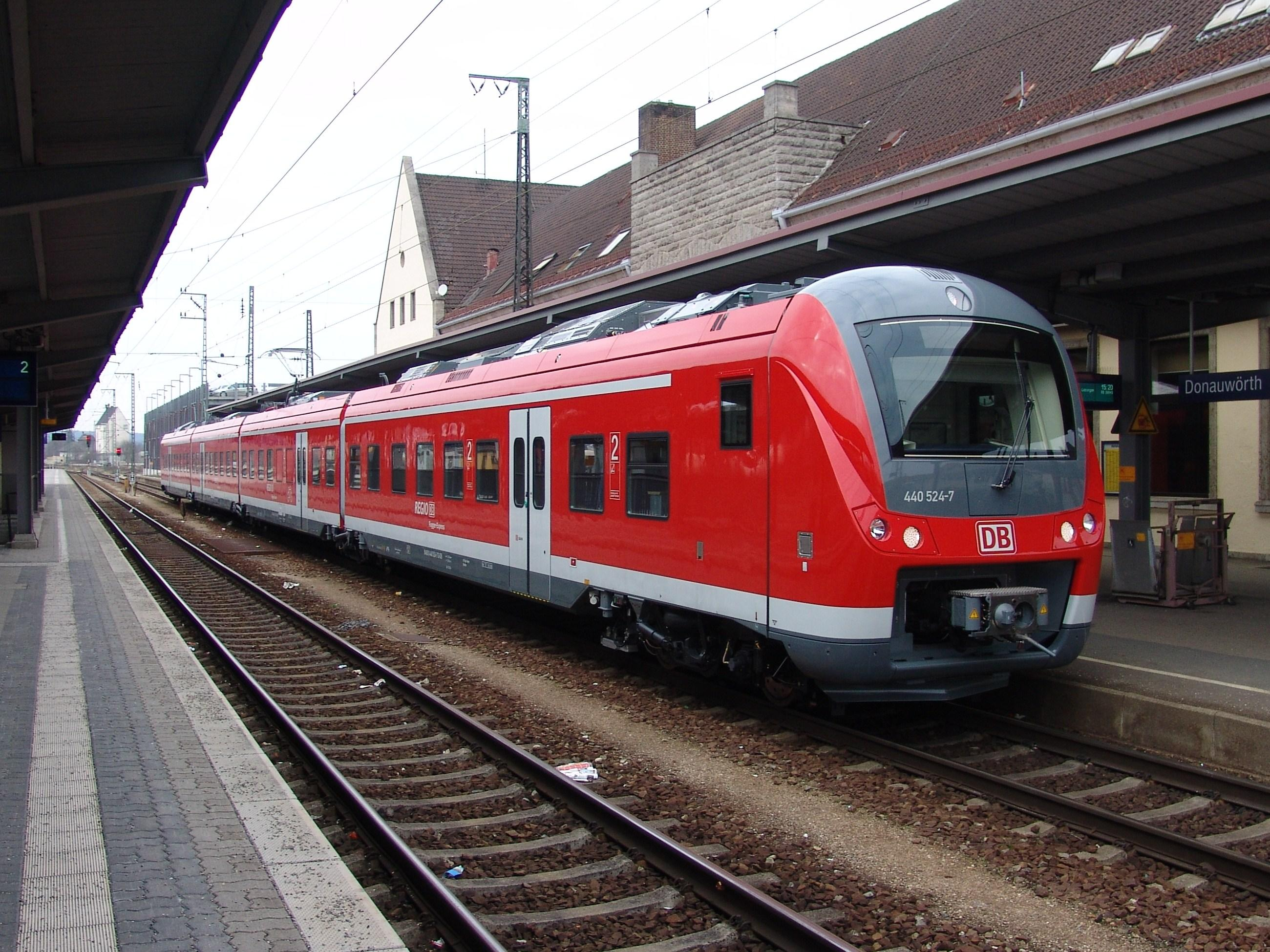
Regionalbahn „Fugger-Express“ im Bahnhof Donauwörth nach Augsburg Hauptbahnhof

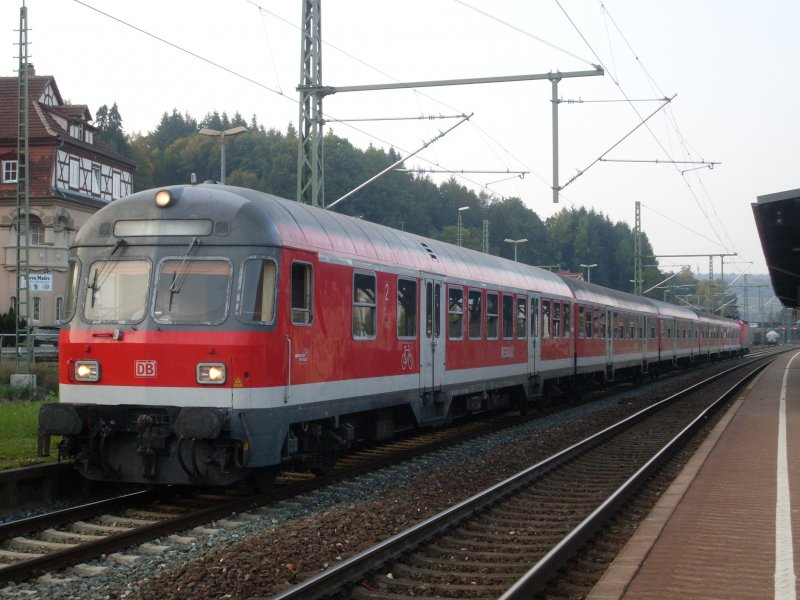
Regionalbahn aus Elektrolokomotive und n-Wagen im Bahnhof Kronach

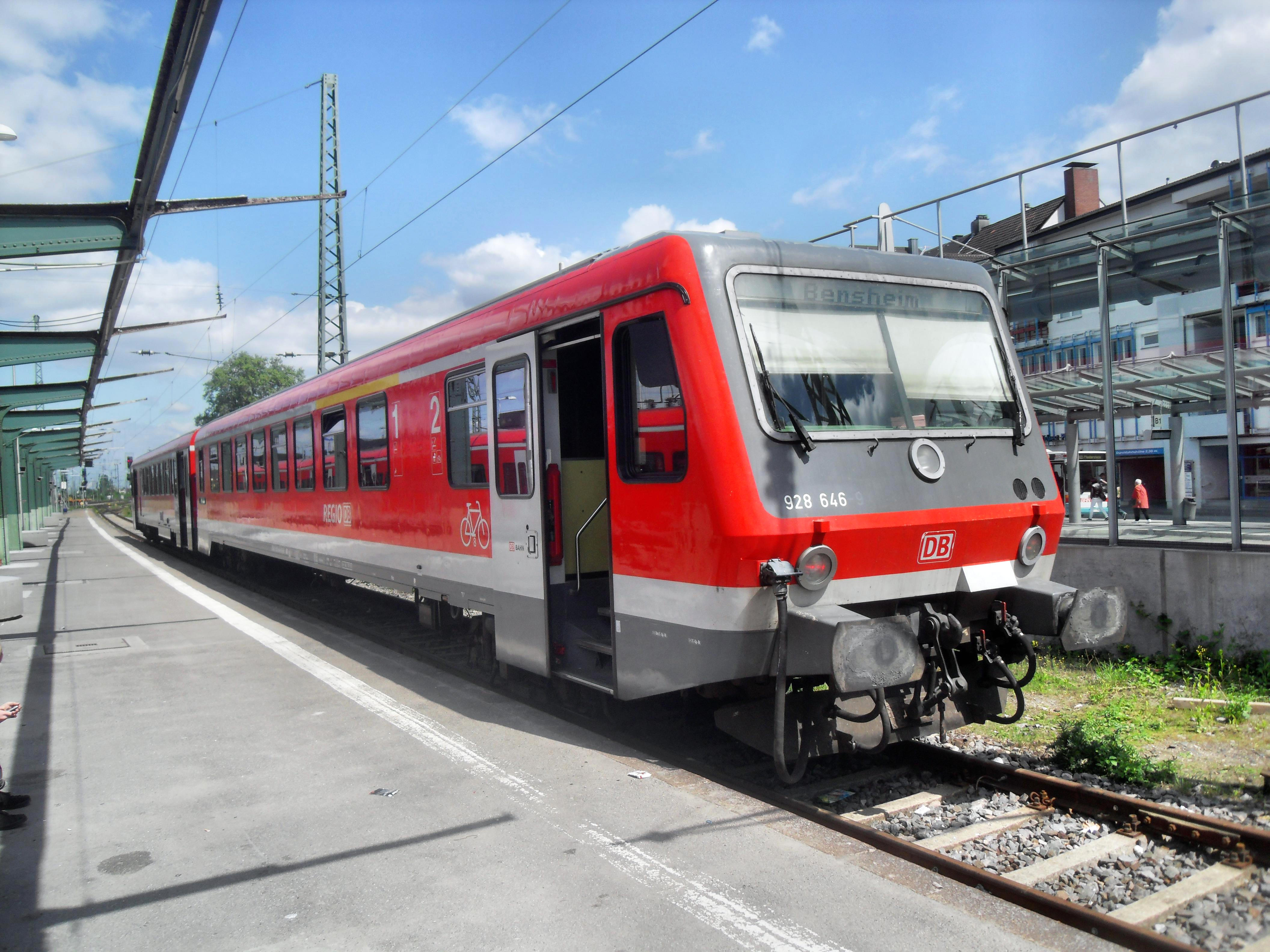
Regionalbahn aus Dieseltriebwagen Baureihe 628 in Worms Hauptbahnhof nach Bahnhof Bensheim

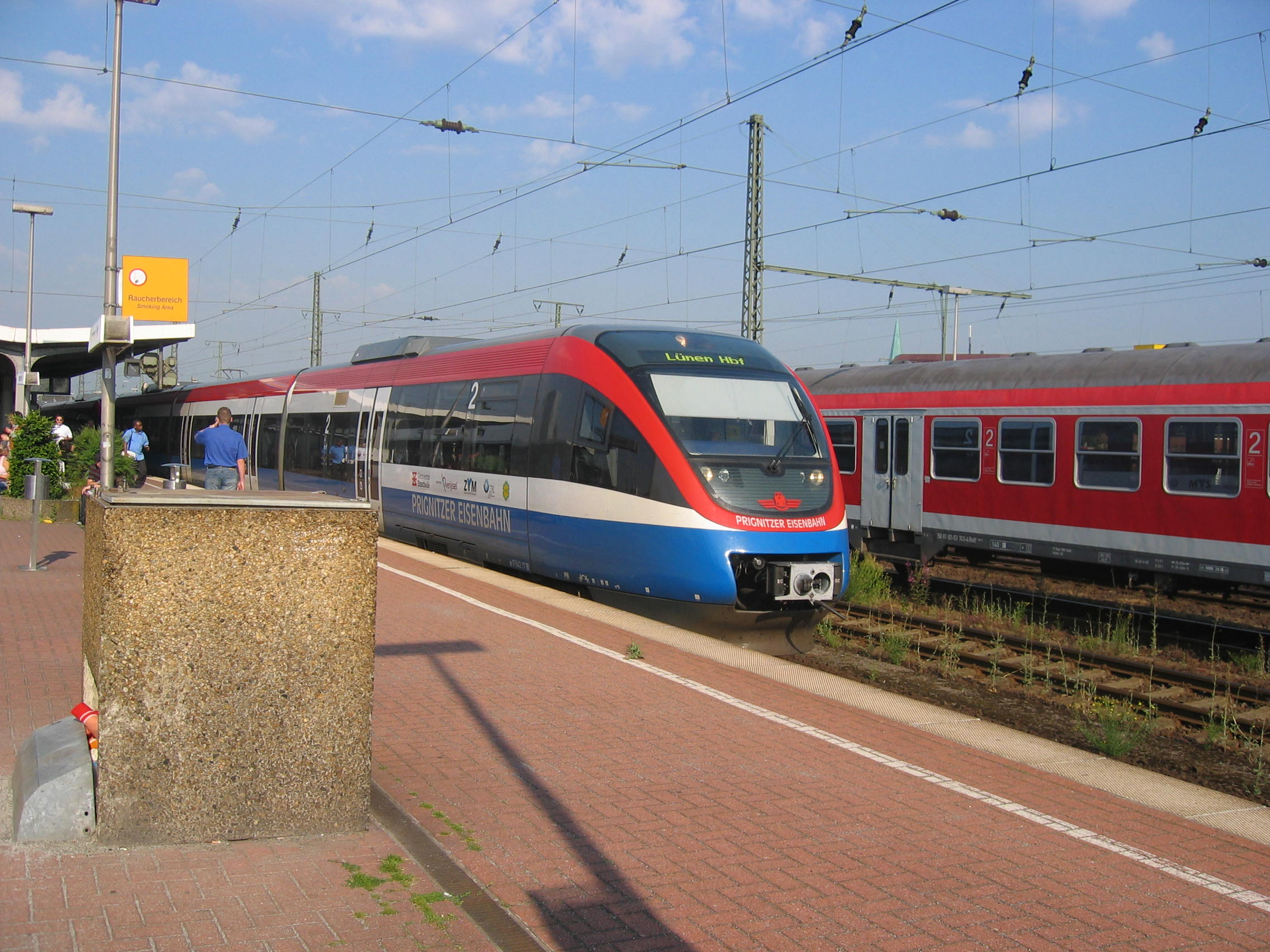
Regionalbahn der Prignitzer Eisenbahn GmbH in Dortmund Hauptbahnhof

Die Regionalbahn, kurz RB, ehemalige Schreibweise RegionalBahn mit Binnenmajuskel, ist eine Zuggattung („Produkt“), die zum Fahrplanwechsel am 31. Mai 1987 von der Deutschen Bundesbahn (DB) eingeführt wurde. Sie löste zunächst den Nahverkehrszug (N) ab; heute werden auch vergleichbare Züge von Privatbahnen als RB bezeichnet. Vom Regional-Express (RE) unterscheidet sich die RB durch kürzere Stationsabstände und Laufwege sowie die niedrigere Reisegeschwindigkeit.
Außerdem handelt es sich um einen Rechtsbegriff, der im Allgemeinen Eisenbahngesetz definiert ist.

## Geschichte
1986 führte die Deutsche Bundesbahn mit den sogenannten Produktfarben ein neues Lackierungskonzept ein und begann mit der Serienbeschaffung von Triebwagen der Baureihe 628.2 und der Modernisierung der n-Wagen. Im Nahverkehr wurden damals die neuen Zuggattungen RegionalSchnellBahn (schneller Nahverkehr in der Region), CityBahn (Verbindung zwischen Region und Großstadt) und RegionalBahn (Nahverkehr in der Region) eingeführt. Die erste RegionalBahn war die Chiemgaubahn mit modernisierten Schienenbussen.
Zunächst wurden nur im Taktfahrplan verkehrende, mit neuen oder modernisierten Fahrzeugen betriebene Verkehrslinien als RegionalBahn bezeichnet, die restlichen Nahverkehrszüge verkehrten weiter ohne explizite Angabe der Zuggattung. Als Gattungskürzel wird RB seit dem 1. Januar 1994, dem Zusammenschluss der Deutschen Reichsbahn (DR) und der Deutschen Bundesbahn zur Deutschen Bahn AG, verwendet. Zum 1. Januar 1995 wurde die Bezeichnung dann auf alle vormaligen Nahverkehrszüge ausgedehnt, unabhängig davon ob diese im Takt und mit zeitgemäßem Fahrzeugmaterial verkehrten.

## Namensrecht
Bis zum Jahr 2010 wurden, analog zum Regional-Express, ausschließlich Züge der Deutschen Bahn als Regionalbahn bezeichnet. Private Eisenbahnverkehrsunternehmen nutzten ihren eigenen Namen als Produktbezeichnung, beispielsweise metronom (Me), Erfurter Bahn (EB) oder Süd-Thüringen-Bahn (STB). Im Jahr 2010 hat die Deutsche Bahn AG die Nutzung ihrer Zuggattungen auch für andere Eisenbahn-Verkehrsunternehmen freigegeben. Allerdings unter Auflagen: Die Züge erbringen dieselben Leistungen wie die der Deutschen Bahn. So stehe etwa ein RE für einen schnellen Zug, der Regionen an das Fernverkehrsnetz anbindet. Eine Regionalbahn halte dagegen weitaus häufiger und müsse Fahrgäste zumindest an das RE-Netz anschließen. Die langsamen S-Bahnen fahren im Stadtverkehr. Außerdem müssten die Bahnbetreiber eine geringe Lizenzgebühr an den Staatskonzern zahlen. Zum Fahrplanwechsel im Dezember 2012 hat der VBB als Vorreiter eine einheitliche Produktbezeichnung für alle Linien eingeführt. Im Dezember 2015 folgt auch die NVS Thüringen der Vergabe einheitlicher Zuggattungen für alle Regionalzüge in ihrem Netz.
Das Deutsche Patent- und Markenamt sieht die Schreibweise RegionalBahn nicht als schutzwürdig an.

## Betrieb in Deutschland

### Fahrplan und Takt
Regionalbahnen verkehren zumeist innerhalb eines Taktfahrplans. In der Regel verkehren sie im Stundentakt auf festgelegten Linien. In Ballungszentren fahren sie bei entsprechender Nachfrage auch alle 30 Minuten, in ländlichen Gebieten teilweise aber auch nur alle zwei Stunden. Auf vielen Nebenbahnen stellt die Regionalbahn den einzigen Verkehr dar. In den letzten Jahren wurden diese Strecken häufig an Privatbahnen vergeben, weil sie sich mit verhältnismäßig kleinem Fahrzeugpark betreiben lassen. Nach der Übernahme durch Privatbahnen oder Verbesserungen, zu denen sich DB Regio im Rahmen von Verkehrsverträgen verpflichtete, konnten durch modernere Fahrzeuge und verbesserten Service zum Teil deutliche Fahrgastzuwächse erzielt werden.
Auf den meisten Hauptbahnstrecken bedienen die Regionalbahnen alle Bahnhöfe und Haltepunkte, in Ballungszentren im Parallelverkehr mit S-Bahnen oftmals nur die Stationen mit höherem Fahrgastaufkommen. Die Zuggattung wurde früher Stadtexpress genannt; in den meisten Fällen erfolgte eine Änderung zur Bezeichnung Regionalbahn. Auf Hauptstrecken verkehren Regionalbahn-Linien in der Regel im Wechsel mit dem Regional-Express (RE), der meist nur auf bedeutenderen Stationen hält. Hier können Regionalbahnen auch über sehr lange Strecken verkehren, siehe nachfolgender Abschnitt.
Werden Halte, die auf dem regulären Linienweg der Regionalbahn liegen, planmäßig nicht bedient, wird dies in der Regel gesondert angegeben. In zunehmendem Maße kommt es besonders in ländlichen Regionen vor, dass eine Regionalbahn nicht an jeder Station hält; stattdessen werden Haltepunkte als Bedarfshalt ausgewiesen. Der Zielbahnhof und teilweise eine Kurzbezeichnung bestehend aus Zuggattung (RB) und Liniennummer werden in und an den Zügen angezeigt. Zum Teil tragen sie innerhalb eines Landes bzw. Regionalverbundes darüber hinaus einen Namen (die „Mittelrheinbahn“ zum Beispiel verbindet Köln in Nordrhein-Westfalen mit Mainz via Koblenz in Rheinland-Pfalz).

### Fahrzeuge
Beim verwendeten Fahrzeugmaterial gibt es eine große Vielfalt. Neben Doppelstockwagen verschiedener Bauarten mit unterschiedlichen Elektrolokomotiven kommen Elektrotriebwagen unterschiedlichster Baureihen zum Einsatz, darunter die vierteilige Baureihe 425, die zweiteilige Baureihe 426, der Bombardier Talent 2 oder der Stadler Flirt. Letztere können besonders als Regionalbahn ihre Stärken ausspielen, da sich bei kurzen Halteabständen beträchtliche Fahrzeitgewinne durch starkes Beschleunigungsvermögen erzielen lassen. Auch Alstom Coradia Continental werden oft als Regionalbahn eingesetzt.
Auf nicht elektrifizierten Strecken verkehren meistens Dieseltriebwagen unterschiedlichster Bauart (Stadler Regio-Shuttle RS1, Siemens Desiro Classic, Bombardier Talent, Alstom Coradia LINT oder Baureihe 628), vereinzelt auch Diesellokomotiven mit Doppelstockwagen.

### Langlaufende Regionalbahn-Züge
| Distanz | Linie Linienname | Linienverlauf | Zeit                                    | Anzahl                                           | Betreiber                               | eingesetzte Fahrzeuge                   |
| --- | --- | --- | --------------------------------------- | ------------------------------------------------ | --------------------------------------- | --------------------------------------- |
| 226 km | RB 15 / RB 17 | Straubing – Regensburg – Ingolstadt – Donauwörth – Günzburg – Ulm                                                                                        | 3:53 h                                  | 09 am Wochenende                                 | Agilis Eisenbahngesellschaft            | Alstom Coradia Continental              |
| 205 km | RB 15 / RB 17 | Ulm – Günzburg – Donauwörth – Ingolstadt – Regensburg | 3:09 h                                  | 08                                               | Agilis Eisenbahngesellschaft            | Alstom Coradia Continental              |
| 181 km | RB 15 / RB 17 | Günzburg – Donauwörth – Ingolstadt – Regensburg | 2:55 h                                  | 01                                               | Agilis Eisenbahngesellschaft            | Alstom Coradia Continental              |
| 172 km | RB 15 / RB 17 | Straubing – Regensburg – Ingolstadt – Donauwörth | 2:43 h                                  | 02                                               | Agilis Eisenbahngesellschaft            | Alstom Coradia Continental              |
| 156 km | RB 15 / RB 17 | Donauwörth – Ingolstadt – Regensburg – Eggmühl | 2:25 h                                  | 01                                               | Agilis Eisenbahngesellschaft            | Alstom Coradia Continental              |
| 139 km | RB 15 / RB 17 | Obertraubling – Regensburg – Ingolstadt – Donauwörth | 2:44 h                                  | 01                                               | Agilis Eisenbahngesellschaft            | Alstom Coradia Continental              |
| 135 km | RB 15 / RB 17 | Ulm – Günzburg – Donauwörth – Ingolstadt – Ingolstadt Nord                                                                                               | 1:56 h                                  | 02                                               | Agilis Eisenbahngesellschaft            | Alstom Coradia Continental              |
| 131 km | RB 15 / RB 17 | Ulm – Günzburg – Donauwörth – Ingolstadt | 1:44 h                                  | 14                                               | Agilis Eisenbahngesellschaft            | Alstom Coradia Continental              |
| 131 km | RB 15 / RB 17 | Donauwörth – Ingolstadt – Regensburg | 2:04 h                                  | 09                                               | Agilis Eisenbahngesellschaft            | Alstom Coradia Continental              |
| 222 km | RB 24/RB 18 | Bad Steben – Hof – Marktredwitz – Kirchenlaibach – Bayreuth – Neuenmarkt-Wirsberg – Lichtenfels – Coburg – Bad Rodach                                    | 3:54 h                                  | 0Durchbindung im Dez. 2022 eingestellt           | Agilis Verkehrsgesellschaft             | Stadler Regio-Shuttle RS1               |
| 205 km | RB 75/RB 51 | Eilenburg – Halle (Saale) – Lutherstadt Eisleben – Sangerhausen – Nordhausen – Leinefelde – Heilbad Heiligenstadt                                        | 3:19 / 3:21 h                           | spätestens im Dez. 2018 eingestellt              | Abellio                                 | Bombardier Talent 2                     |
| 204 km | RB 24 | Bad Steben – Hof – Marktredwitz – Kirchenlaibach – Bayreuth – Neuenmarkt-Wirsberg – Lichtenfels – Coburg                                                 | 3:17 h                                  | 03                                               | Agilis Verkehrsgesellschaft             | Stadler Regio-Shuttle RS1               |
| 178 km | RB 24 | Hof – Marktredwitz – Kirchenlaibach – Bayreuth – Neuenmarkt-Wirsberg – Lichtenfels – Coburg                                                              | 2:47 h                                  | 02                                               | Agilis Verkehrsgesellschaft             | Stadler Regio-Shuttle RS1               |
| 135 km | RB 24 | Marktredwitz – Kirchenlaibach – Bayreuth – Neuenmarkt-Wirsberg – Lichtenfels – Coburg                                                                    | 2:07 h                                  | 01                                               | Agilis Verkehrsgesellschaft             | Stadler Regio-Shuttle RS1               |
| 132 km | RB 24 | Weidenberg – Bayreuth – Kirchenlaibach – Marktredwitz – Hof                                                                                              | 2:27 h                                  | 01                                               | Agilis Verkehrsgesellschaft             | Stadler Regio-Shuttle RS1               |
| 199 km | RB 16 | München – Pfaffenhofen – Ingolstadt – Eichstätt – Treuchtlingen – Nürnberg                                                                               | 2:52 h                                  | 10                                               | DB Regio                                | Bombardier Twindexx Vario               |
| 137 km | RB 16 | München – Pfaffenhofen – Ingolstadt – Eichstätt – Treuchtlingen                                                                                          | 1:47 h                                  | 09                                               | DB Regio                                | Bombardier Twindexx Vario               |
| 193 km | RB 53 „Mainfrankenbahn“ | Schlüchtern – Jossa – Gemünden – Würzburg – Schweinfurt – Schweinfurt Stadt – Haßfurt – Bamberg                                                          | 2:35 h                                  | 05                                               | DB Regio                                | Alstom Coradia Continental              |
| 162 km | RB 53 „Mainfrankenbahn“ | Jossa – Gemünden – Würzburg – Schweinfurt – Schweinfurt Stadt – Haßfurt – Bamberg                                                                        | 2:10 h                                  | 07                                               | DB Regio                                | Alstom Coradia Continental              |
| 138 km | RB 53 „Mainfrankenbahn“ | Schlüchtern – Gemünden – Würzburg – Schweinfurt – Schweinfurt Stadt                                                                                      | 2:05 h                                  | 05                                               | DB Regio                                | Alstom Coradia Continental              |
| 136 km | RB 53 „Mainfrankenbahn“ | Schlüchtern – Gemünden – Würzburg – Schweinfurt | 1:59 h                                  | 01                                               | DB Regio                                | Alstom Coradia Continental              |
| 185 km | RB 26 „Mittelrheinbahn“ | Köln – Bonn – Remagen – Koblenz – Boppard – Bingen – Mainz                                                                                               | 3:05 h                                  | 15                                               | trans regio                             | Desiro ML                               |
| 178 km | RB 53/RB 80 „Mainfrankenbahn“ | Gemünden – Karlstadt – Würzburg – Steinach – Ansbach – Treuchtlingen                                                                                     | 2:51 h                                  | 01                                               | DB Regio                                | Alstom Coradia Continental              |
| 171 km | RB 45 „Lahntalbahn“ (Limburg – Gießen/ehm. RB 25) „Vogelsbergbahn“ (Gießen – Fulda/ehm. RB 35)                                                           | Limburg – Weilburg – Wetzlar – Gießen – Alsfeld – Fulda                                                                                                  | 3:06 h                                  | 08                                               | Hessische Landesbahn                    | Alstom Coradia LINT                     |
| 170 km | STB 41/42 | Eisenach – Bad Salzungen – Meiningen – Eisfeld – Sonneberg – Neuhaus am Rennweg                                                                          | 3:33 h                                  | 08                                               | Süd-Thüringen-Bahn                      | Stadler Regio-Shuttle RS1               |
| 165 km | RB 20 | Eisenach – Gotha – Erfurt – Weimar – Naumburg – Weißenfels – Halle                                                                                       | 2:24 h                                  | 18                                               | Abellio                                 | Bombardier Talent 2                     |
| 165 km | RB 59 | Erfurt – Sömmerda – Sangerhausen – Lutherstadt Eisleben – Halle – Bitterfeld                                                                             | 2:16 h                                  | seit Dezember 2017 nur noch von/bis Sangerhausen | Abellio                                 | Bombardier Talent 2                     |
| 165 km | RB 80 „Mainfrankenbahn“ | Treuchtlingen – Ansbach – Steinach – Würzburg – Karlstadt                                                                                                | 2:37 h                                  | 01                                               | DB Regio                                | Alstom Coradia Continental              |
| 140 km | RB 80 „Mainfrankenbahn“ | Treuchtlingen – Ansbach – Steinach – Würzburg | 1:40 h                                  | 19                                               | DB Regio                                | Alstom Coradia Continental              |
| 158 km | RB 6/S 6 „Werdenfelsbahn“ | München – Tutzing – Murnau – Garmisch-Partenkirchen – Mittenwald –Seefeld – Innsbruck                                                                    | 2:52 h                                  | 04                                               | DB Regio/ÖBB                            | Bombardier Talent 2                     |
| 134 km | RB 6/S 6 „Werdenfelsbahn“ | München – Tutzing – Murnau – Garmisch-Partenkirchen – Mittenwald – Seefeld                                                                               | 2:24 h                                  | 06                                               | DB Regio/ÖBB                            | Bombardier Talent 2                     |
| 158 km | RB 60 „Werdenfelsbahn“ | München – Tutzing – Murnau – Garmisch-Partenkirchen – Reutte – Vils Stadt                                                                                | 2:41 h                                  | 08                                               | DB Regio                                | Bombardier Talent 2                     |
| 146 km | RB 60 „Werdenfelsbahn“ | München – Tutzing – Murnau – Garmisch-Partenkirchen – Reutte                                                                                             | 2:21 h                                  | 01                                               | DB Regio                                | Bombardier Talent 2                     |
| 155 km | S 7 / RB 57 (ehem. RB 75/RB 51) | Halle (Saale) – Lutherstadt Eisleben – Sangerhausen – Nordhausen – Leinefelde – Heilbad Heiligenstadt                                                    | 2:30 h                                  | 02                                               | Abellio                                 | Bombardier Talent 2                     |
| 149 km | RB 27 – „Rhein-Erft-Bahn“ | Mönchengladbach – Rommerskirchen – Köln – Köln/Bonn Flughafen – Bonn-Beuel – Linz – Neuwied – Koblenz                                                    | 2:40 h                                  | 22 davon 17 Relation Mönchengladbach – Koblenz   | DB Regio                                | BR 425                                  |
| 143 km | RB 24 | Weiden – Kirchenlaibach – Bayreuth – Neuenmarkt-Wirsberg – Lichtenfels – Coburg                                                                          | 2:15 h                                  | 02                                               | Agilis Verkehrsgesellschaft             | Stadler Regio-Shuttle RS1               |
| 143 km | RB 34 | Coburg – Lichtenfels – Neuenmarkt-Wirsberg – Bayreuth – Kirchenlaibach – Weiden                                                                          | 2:16 h                                  | 01                                               | Agilis Verkehrsgesellschaft             | Stadler Regio-Shuttle RS1               |
| 143 km | RB 17 | Ingolstadt Nord – Ingolstadt – Neustadt – Regensburg – Straubing – Plattling                                                                             | 1:42 h                                  | 06                                               | Agilis Eisenbahngesellschaft            | Alstom Coradia Continental              |
| 139 km | RB 17 | Ingolstadt – Neustadt – Regensburg – Straubing – Plattling                                                                                               | 1:46 h                                  | 01                                               | Agilis Eisenbahngesellschaft            | Alstom Coradia Continental              |
| 138 km | RB 23 | Marktredwitz – Weiden – Schwandorf – Regensburg | 1:45 h                                  | 16                                               | Oberpfalzbahn                           | Alstom Coradia LINT                     |
| 142 km | EB 22 | Leipzig – Zeitz – Gera – Weida – Pößneck – Saalfeld | 2:04 h                                  | 10                                               | Erfurter Bahn                           | Stadler Regio-Shuttle RS1               |
| 133 km | erx – „Heidebahn“ | Buchholz – Schneverdingen – Soltau – Walsrode – Hannover                                                                                                 | 1:59 h                                  | 18                                               | Erixx                                   | Alstom Coradia LINT                     |
| 132 km | RB 87 | Crailsheim – Bad Mergentheim – Lauda – Tauberbischofsheim – Wertheim – Miltenberg                                                                        | 2:34 h                                  | 01                                               | Westfrankenbahn                         | Siemens Desiro Classic                  |
| 132 km | RB 88 | Miltenberg – Wertheim – Tauberbischofsheim – Lauda – Bad Mergentheim – Crailsheim                                                                        | 2:33 h                                  | 01                                               | Westfrankenbahn                         | Siemens Desiro Classic                  |
| 130 km | RB 51 | Neumarkt – Parsberg – Regensburg – Straubing – Plattling                                                                                                 | 1:34 h                                  | 17                                               | Agilis Eisenbahngesellschaft            | Alstom Coradia Continental              |
| 130 km | RB 68 | München – Kaufering – Buchloe – Kaufbeuren – Marktoberdorf – Füssen                                                                                      | 2:00 h                                  | 07                                               | Bayerische Regiobahn                    | Alstom Coradia LINT                     |
| Legende: fett = Halbstundentakt normal = Stundentakt kursiv = Takt geringer als Stundentakt klein = einzelne Züge oder Zugdurchläufe über mehrere Linien | Legende: fett = Halbstundentakt normal = Stundentakt kursiv = Takt geringer als Stundentakt klein = einzelne Züge oder Zugdurchläufe über mehrere Linien | Legende: fett = Halbstundentakt normal = Stundentakt kursiv = Takt geringer als Stundentakt klein = einzelne Züge oder Zugdurchläufe über mehrere Linien | Anmerkungen: 1. 2. 3. 4. 5. 6. 7. 8. 9. | Anmerkungen: 1. 2. 3. 4. 5. 6. 7. 8. 9.          | Anmerkungen: 1. 2. 3. 4. 5. 6. 7. 8. 9. | Anmerkungen: 1. 2. 3. 4. 5. 6. 7. 8. 9. |

## Rechtsbegriff
Im Allgemeinen Eisenbahngesetz werden Regionalbahnen in § 2 Abs. 9 definiert als Eisenbahnverkehrsunternehmen (EVU), die ausschließlich Verkehrsleistungen auf Netzen des Regionalverkehrs erbringen, auch soweit sie über diese Netze hinaus bis in den Übergangsbahnhof außerhalb des jeweiligen Netzes des Regionalverkehrs verkehren.
Ein Eisenbahnverkehrsunternehmen, welches Regionalbahn ist, unterliegt grundsätzlich nicht der unmittelbaren Aufsicht des EBA (§ 5 Abs. 1e Ziffer 6).
Es benötigt auch keine Sicherheitsbescheinigung (§ 7a Abs. 1).